# Sybra schultzei
Sybra schultzei là một loài bọ cánh cứng trong họ Cerambycidae.